# Sphenomorphus acutus
Espèce
Synonymes
- Lygosoma acutum Peters, 1864

Statut de conservation UICN

 LC  : Préoccupation mineure
Sphenomorphus acutus est une espèce de sauriens de la famille des Scincidae.

## Répartition

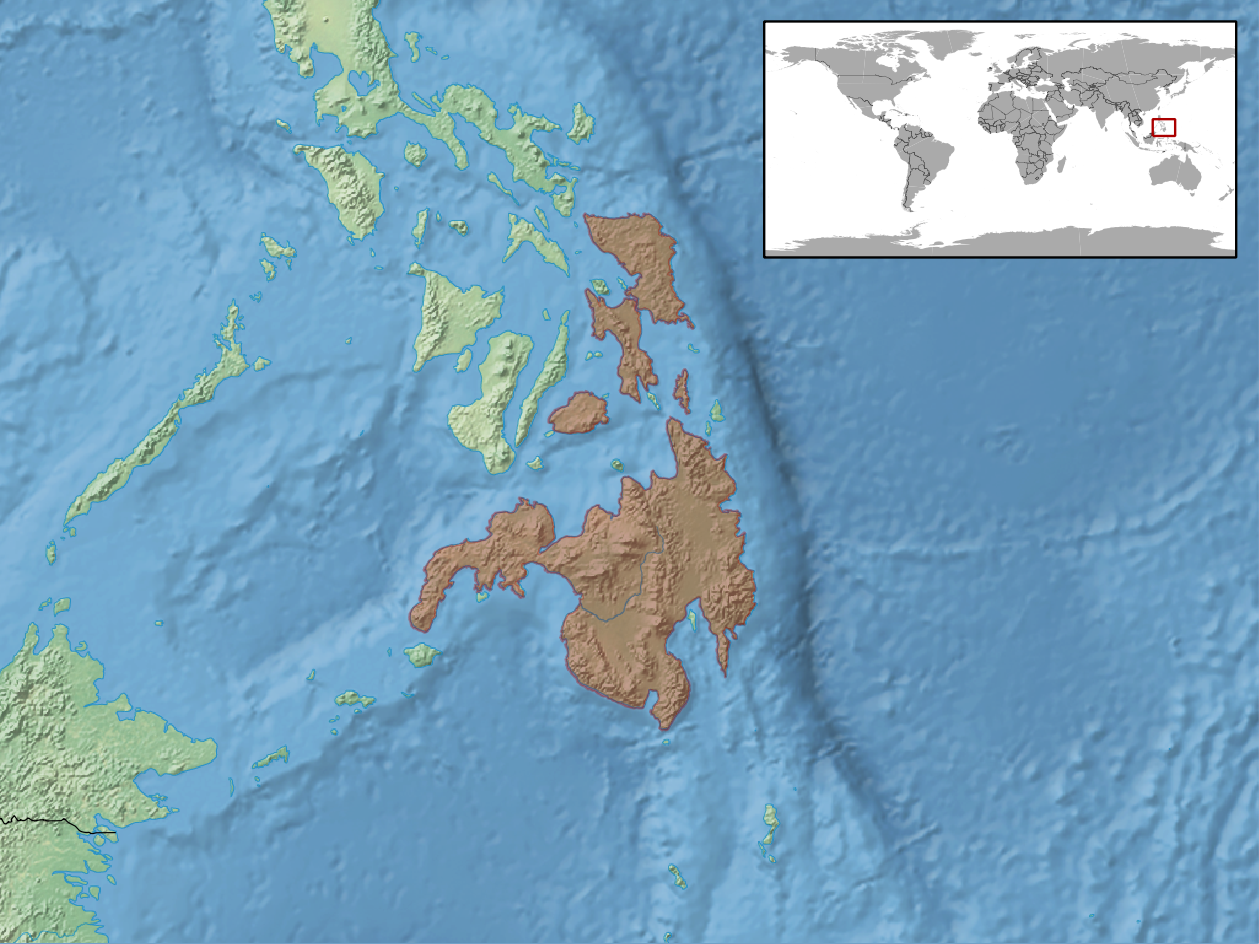
Répartition de l'espèce.

Cette espèce est endémique des Philippines. Elle se rencontre sur les îles de Samar et de Bohol.

## Étymologie
Le nom spécifique acutus vient du latin acutus, aigu, aiguisé, tranchant, vif, pointu, en référence à l'aspect de ce saurien.

## Publication originale
- Peters, 1864 : Die Eidechsenfamilie der Scincoiden, insbesondere über die Schneider'schen, Wiegmann'schen und neue Arten des zoologischen Museums. Monatsberichte der Königlichen Akademie der Wissenschaften zu Berlin, vol. 1864, p. 44-58 (texte intégral).